# 斯蒂佩·舒瓦尔
斯蒂佩·舒瓦尔（羅馬化：Stipe Šuvar；1936年2月17日—2004年6月29日），南斯拉夫社会主义联邦共和国政治家、社会学家，克罗地亚族。1936年2月17日，出生于达尔马提亚扎格沃兹德。1955年，加入南斯拉夫共产主义者联盟。1961年，从萨格勒布大学法律系毕业，1965年，获社会学博士学位。1988年6月30日－1989年5月17日，任南斯拉夫共产主义者联盟中央委员会主席团主席。1990年5月15日－1990年8月24日，任南斯拉夫社会主义联邦共和国主席团副主席。在南斯拉夫解体前夕，推动经济改革，同地方民族主义者进行坚决斗争，试图挽救南共盟和南联邦，终告失败。1990年11月1日，即克罗地亚共产主义者联盟－民主改革党改组为民主改革党的前两天，宣布退党。此后，回到萨格勒布大学担任社会学教授。1994年，创办杂志《克罗地亚左翼》。1997年，创建克罗地亚社会主义工人党，任该党主席直到去世前不久。2004年6月29日，在萨格勒布去世，享年68岁。